# Lo Maiet de Salas
Le Mayet-d'École és un municipi francès, situat al departament de l'Alier i a la regió d'Alvèrnia-Roine-Alps. L'any 2007 tenia 272 habitants.

## Demografia

### Població
El 2007 la població de fet de Le Mayet-d'École era de 272 persones. Hi havia 128 famílies de les quals 52 eren unipersonals (32 homes vivint sols i 20 dones vivint soles), 16 parelles sense fills, 40 parelles amb fills i 20 famílies monoparentals amb fills.
La població ha evolucionat segons el següent gràfic:
Habitants censats

### Habitatges
El 2007 hi havia 160 habitatges, 128 eren l'habitatge principal de la família, 19 eren segones residències i 13 estaven desocupats. Tots els 157 habitatges eren cases. Dels 128 habitatges principals, 98 estaven ocupats pels seus propietaris, 23 estaven llogats i ocupats pels llogaters i 7 estaven cedits a títol gratuït; 3 tenien una cambra, 7 en tenien dues, 25 en tenien tres, 47 en tenien quatre i 46 en tenien cinc o més. 103 habitatges disposaven pel capbaix d'una plaça de pàrquing. A 58 habitatges hi havia un automòbil i a 50 n'hi havia dos o més.

### Piràmide de població
La piràmide de població per edats i sexe el 2009 era:
| Homes | Edats   | Dones |
| ----- | ------- | ----- |
| 0     | 95 o +  | 0     |
| 0     | 90 a 94 | 0     |
| 0     | 85 a 89 | 8     |
| 0     | 80 a 84 | 0     |
| 4     | 75 a 79 | 16    |
| 4     | 70 a 74 | 8     |
| 8     | 65 a 69 | 8     |
| 12    | 60 a 64 | 8     |
| 4     | 55 a 59 | 4     |
| 4     | 50 a 54 | 16    |
| 4     | 45 a 49 | 4     |
| 8     | 40 a 44 | 0     |
| 16    | 35 a 39 | 4     |
| 12    | 30 a 34 | 16    |
| 12    | 25 a 29 | 8     |
| 0     | 20 a 24 | 4     |
| 0     | 15 a 19 | 4     |
| 8     | 10 a 14 | 16    |
| 12    | 5 a 9   | 4     |
| 12    | 0 a 4   | 4     |

## Economia
El 2007 la població en edat de treballar era de 165 persones, 113 eren actives i 52 eren inactives. De les 113 persones actives 100 estaven ocupades (62 homes i 38 dones) i 13 estaven aturades (7 homes i 6 dones). De les 52 persones inactives 14 estaven jubilades, 12 estaven estudiant i 26 estaven classificades com a «altres inactius».

### Ingressos
El 2009 a Le Mayet-d'École hi havia 121 unitats fiscals que integraven 268 persones, la mediana anual d'ingressos fiscals per persona era de 14.917 €.

### Activitats econòmiques
Dels 8 establiments que hi havia el 2007, 1 era d'una empresa extractiva, 2 d'empreses de construcció, 1 d'una empresa de comerç i reparació d'automòbils, 1 d'una empresa de transport, 2 d'empreses d'hostatgeria i restauració i 1 d'una empresa de serveis.
Dels 4 establiments de servei als particulars que hi havia el 2009, 1 era una lampisteria, 1 electricista i 2 restaurants.
L'any 2000 a Le Mayet-d'École hi havia 7 explotacions agrícoles que ocupaven un total de 460 hectàrees.

## Equipaments sanitaris i escolars
El 2009 hi havia una escola elemental integrada dins d'un grup escolar amb les comunes properes formant una escola dispersa.

## Poblacions més properes
El següent diagrama mostra les poblacions més properes.